# Латиноамериканизация США

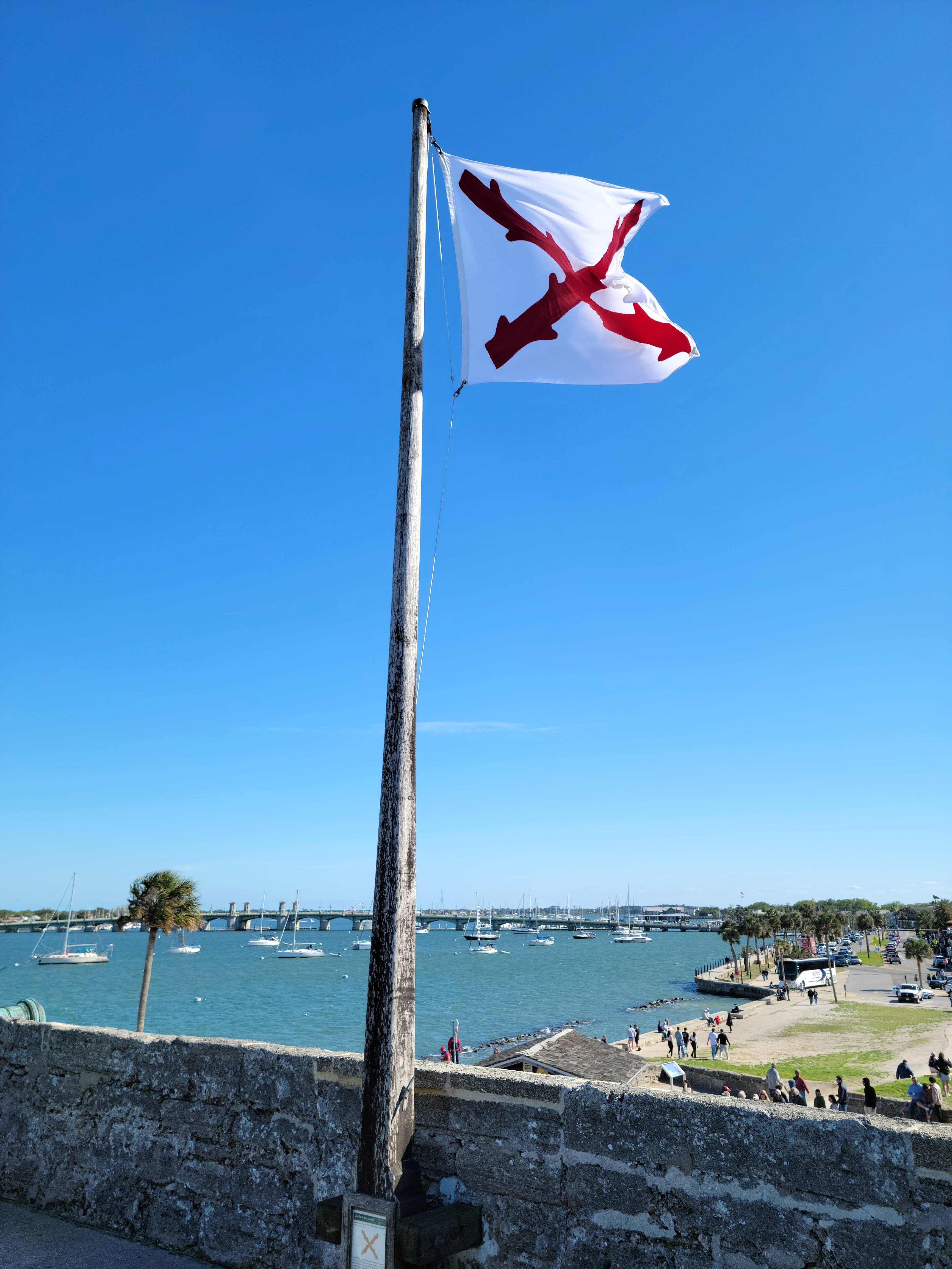
Испанский Бургундский крест над крепостью Сан-Марка в Сент-Огастин, Флорида

Латиноамериканизация США — термин для описания социально-демографического процесса, заключающегося в приобретении населением США и его культурой «латиноамериканского» характера. Процесс латиноамериканизации обусловлен миграцией большого количества выходцев из Латинской Америки в США. Латиноамериканизация США проявляется в таких культурных аспектах, как язык, религия, социальный порядок и даже[уточнить] кулинария.

## Истоки латиноамериканизации США
Штаты Техас, Флорида, Аризона, Нью-Мексико, Калифорния, Юта, Невада, зависимая территория Пуэрто-Рико и части штата Орегон, Луизиана, Миссисипи, Алабама, Колорадо, Вашингтон и Вайоминг были колонизированы Испанией, и многие из них впоследствии входили в состав Мексики.
Техас имеет большую долю латиноамериканского населения, так как до этого входил в состав Мексики. После американо-мексиканской войны латиноамериканская община перестала представлять большую часть населения штата, несмотря на постоянный приток мексиканцев и других иммигрантов из Латинской Америки. В настоящее время[когда?] процент населения латиноамериканского происхождения в Техасе превышает 40 % от общей численности населения.
После аннексии в 1848 году приток мексиканских рабочих в городах и на юге штата Нью-Мексико привел к усилению позиций испанского языка в регионе, особенно в населенных пунктах, расположенных к северу от Нью-Мексико и к югу от Колорадо, вдоль границы США и Мексикой, в настоящее время, согласно данным переписи населения США, в северных частях Нью-Мексико и на юге Колорадо более шестидесяти процентов детей выходцев из Латинской Америки считают испанский язык своим родным и начинают изучать английский язык лишь во время обучения в начальной школе.
С начала Второй мировой войны начался поток растущей эмиграции рабочих из разных стран Латинской Америки в Соединенные Штаты.
Латиноамериканцы представляют подавляющую часть иммигрантов в Соединенных Штатах. Большинство иммигрантов прибыли из Мексики, однако процент иммигрантов из стран Центральной Америки и Карибского бассейна также высок.
В 1950 году население латиноамериканского происхождения не составляло более 1 % населения США, однако к 1995 году его доля возросла до 10,4 %, а к 2006 году до 14 %.

## Влияние на общество
Испанский язык в Соединенных Штатах используется более чем 28 млн. человек в качестве родного языка, согласно переписи населения США 2000 года. Только на момент 2006 года 63 % латиноамериканцев, проживающих в США, использовали испанский в качестве основного языка общения.
Население большинства штатов на юге, северо-западе и северо-востоке Соединенных Штатов использует испанский язык в качестве второго, при этом он не наделён никаким официальным статусом.
Бюро переписи населения Соединенных Штатов установило, что в настоящее время на территории США проживает 31,7 млн. выходцев из Латинской Америки, что составляет 11,7 % от общей численности населения. К 2050 году доля латиноамериканского населения в США может вырасти до 24,5 %.
На сегодняшний день темпы прироста латиноамериканского превышают те, что наблюдались десять лет назад, и по прогнозам к 2042 латиноамериканское населения в США будет количественно превосходить англосаксонское.

## Критика
Латиноамериканизация оказала глубокое влияние на культуру Соединенных Штатов, а также породило конфликтные и националистические тенденции со стороны англоязычного населения страны.
Сегодня[когда?] против латиноамериканизации США выступают наиболее консервативные члены американского общества, как правило, принадлежащие к Республиканской партии. Они поддерживают идею ограничения нелегальной миграции, а также высылку миллионов нелегальных мигрантов из страны.

## Влияние на культуру
Нынешние США расширились от бывших британскийх владений на восточном побережье, до бывших территорий Испанской короны на западе. При этом количество креолов с европейским происхождением во многих случаях не достигало 10% населения. В некоторых штатах, в которых население латиноамериканского происхождения было в большинстве в течение нескольких веков, начали размываться местные культурные традиции, а прибытие испаноязычных иммигрантов позволило сохранить значимость испанского языка на этих территориях и, следовательно, восстановить некоторые креольские диалекты, которые в том числе используются в местных средствах массовой информации. Многочисленные коренные общины находятся под влиянием католических миссий ещё колониального периода, миссионеры которых в основном были выходцами из Латинской Америки.
В отличие от того, что обычно происходит с другими общинами в США[уточнить], латиноамериканская община поддерживает тесные семейные, социальные, экономические и культурные контакты с латиноамериканскими странами и народами. Это позволяет укрепить связи между США и Латинской Америкой, о чем свидетельствуют денежные переводы, которые в некоторых[каких?] странах являются основным источником дохода.
Американские культурные центры также уделяют все большее внимание изучению латиноамериканских культурных проявлений, таких как например рост интереса населения США к латиноамериканской литературе и музыке. Например на культуру Флориды большое влияние оказывает ее население южноамериканского, центральноамериканского и карибского происхождения, родом с таких островов, как Санто-Доминго, Куба и Пуэрто-Рико. Члены латиноамериканской общины штата Флорида объединяются в культурные организации, создают структуры социальной помощи, политические партии, школы, союзы, торговых ассоциации, религиозные центры, питомники и т. д.